# Jacques Morel (Ruderer)
Jacques Morel (* 22. September 1935 in La Teste-de-Buch) ist ein ehemaliger französischer Ruderer. 
Der für Aviron Arcachonnais rudernde Jacques Morel gewann seine erste internationale Medaille bei den Olympischen Spielen 1960, als der französische Vierer mit Steuermann in der Besetzung Robert Dumontois, Claude Martin, Jacques Morel, Guy Nosbaum und Steuermann Jean Klein die Silbermedaille hinter dem deutschen Vierer erhielt. Zwei Jahre später wurden erstmals Ruder-Weltmeisterschaften ausgetragen. Bei der Premiere in Luzern saßen Dumontois und Morel sowie Morels Bruder Georges im französischen Achter, der die Bronzemedaille hinter dem Deutschland-Achter und dem sowjetischen Großboot gewann. 
Bei den Olympischen Spielen 1964 ruderten Jacques und Georges Morel zusammen mit Jean-Claude Darouy im Zweier mit Steuermann auf den zweiten Platz hinter dem US-Zweier. Zwei Jahre später steuerte Gilles Florent den Zweier der Morel-Brüder bei den Weltmeisterschaften 1966; erneut gewannen die Franzosen Silber, diesmal hinter dem Boot aus den Niederlanden.